# جووانی جاکوماتسی
جووانی جاکوماتسی (به ایتالیایی: Giovanni Giacomazzi) بازیکن فوتبال اهل ایتالیا است 

## تیم ملی
از سال ۱۹۵۴ میلادی عضو تیم ملی فوتبال ایتالیا بوده و در ۸ بازی ملی حضور داشته‌است. او در بازی‌های ملی‌اش گلی به ثمر نرساند.
جووانی جاکوماتسی آخرین بازی ملی خود را در سال ۱۹۵۵ میلادی انجام داد.